# Сплеск папороті

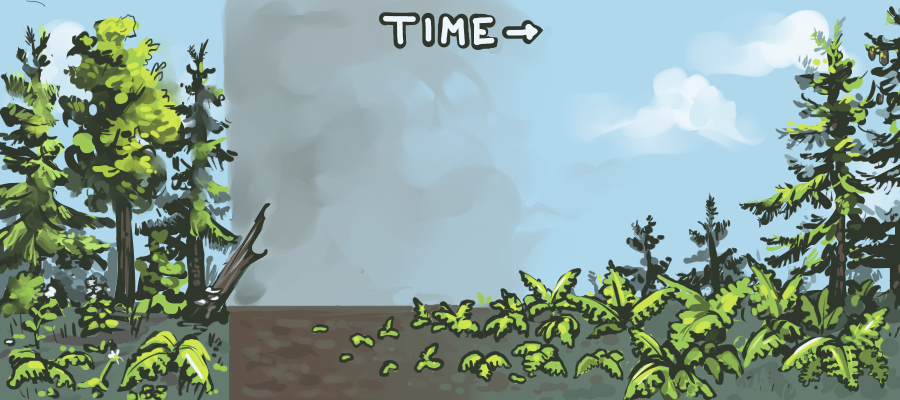
Відновлення екосистеми після пошкодження, у формі папоротевого сплеску

У палеонтології, сплеск папороті (англ. fern spike) — період аномально великої концентрації спор папороті у викопному літописі, як правило, відразу (в геологічному сенсі) після масового вимирання. Вважається, що сплески являють собою значне, тимчасове збільшення чисельності папороті порівняно з іншими наземними рослинами після вимирання або порідіння останніх. Експансія папороті тісно асоціюється з крейдово-палеогеновим вимиранням, хоча вона спостерігалася і в інших точках часу та простору, наприклад, на межі тріасу та юри. За межами викопного віку сплески папороті також виникали у відповідь на локальні вимирання, такі як виверження вулкана Сент-Геленс 1980 року.

## Причини
Історично масові вимирання були спричинені значними екологічними потрясіннями, такими як падіння метеоритів. Виверження вулканів також можуть знищувати місцеві екосистеми через пірокластичні потоки та зсуви, залишаючи землю голою для нової колонізації. Для того, щоб популяція могла відновитися і прогресувати після такої події, вона повинна бути здатною переносити умови понівеченого довкілля. Папороті притаманна ціла низка особливостей, які сприяють їхньому зростанню в таких умовах. 

### Характеристики спор
Рослини зазвичай розмножуються спорами або насінням, тобто саме вони проростають після катастрофи. Але спори мають переваги над насінням в умовах навколишнього середовища, створених катастрофою. Вони зазвичай виробляються в більшій кількості, ніж насіння, і менші за розміром, що полегшує їхнє розсіювання вітром. Хоча пилок багатьох насіннєвих рослин, що розноситься вітром, менший за розміром і розлітається далі, ніж спори, пилок не може прорости в рослину і повинен потрапити на квітку, що сприймає пилок. Деякі насіннєві рослини також потребують тварин для розсіювання свого насіння, яких може не бути після катастрофи. Ці переваги дозволяють папоротям швидко колонізувати територію своїми спорами. 
Спори папороті потребують світла для проростання. Після значних порушень, які знищують або обмежують вегетацію, земля отримує достатньо сонячного світла, що може сприяти проростанню спор. Спори деяких видів містять хлорофіл, який прискорює проростання і може сприяти швидкій колонізації відкритого ґрунту. 

### Адаптація до навколишнього середовища
Після виверження Ель-Чичон папороть Pityrogramma calomelanos регенерувала з кореневищ, похованих під попелом, хоча листя рослин було знищено. Кореневища витримали вплив високої температури та сірки з вулканічного матеріалу. Їхнє виживання свідчить про стійкість папоротей до суворих умов навколишнього середовища, що накладаються певними видами катастроф, а регенерація кореневищ могла бути фактором у відновленні папоротей після інших екологічних потрясінь. 

### Екологія
Сплески папороті слідують принципу екологічної сукцесії. У минулому і в наш час папороті часто виступають у ролі піонерних видів. З часом їхня чисельність зменшується, оскільки починають рости інші рослини, такі як голонасінні. 

### Присутність спор
Папоротеві сплески не можуть виникати без уже існуючих на цій території папоротей, тому сплески відбуваються в першу чергу в регіонах, де папороті вже є значною частиною екосистеми. У часи крейдово-палеогенового вимирання папоротевий сплеск стався на території Нової Зеландії, де до вимирання папороті складали 25 % рослинного покриву. Після події чисельність папороті зросла до 90 %. 

## Виявлення
Доісторичні сплески папороті можна виявити, досліджуючи проби відкладів. Джерела включають осад, який накопичувався в озері після екологічного порушення та гірські породи, такі як пісковик. Оскільки седименти накопичуються з часом і, таким чином, демонструють накладання, шари можуть бути віднесені до певних періодів часу. Концентрацію спор у шарі можна порівняти з рівнем їхньої концентрації в інші періоди часу, а також з концентрацією інших частинок, таких як пилкові зерна. Сплеск папороті характеризується раптовим зростанням концентрації спор папороті після катастрофи, що, як правило, супроводжується зменшенням інших видів рослин, на що вказує їхній пилок. Зрештою, чисельність папороті зменшується, звідси й термін «сплеск», що описує цю закономірність.
Сучасні сплески папороті можна спостерігати безпосередньо, і це дозволяє виявити фактори, що сприяють сплеску, які інакше виявити неможливо, наприклад, кореневища, що збереглися в попелі.

## Значення
Оскільки сплески папороті зазвичай супроводжують певні катастрофи, такі як падіння метеоритів і виверження вулканів, їхня присутність у викопному літописі може вказувати на ці події. Вважається, що прирости папороті можуть свідчити про падіння метеорита як причину тріасово-юрського вимирання, подібного до того, що пізніше спричинив вимирання наприкінці крейдового періоду.

## Відомі випадки
- Після пермсько-тріасового вимирання (252 млн років тому) сплеск папороті послідував за сплеском грибів. Він спостерігався в Австралії[11].

- Після тріасово-юрського вимирання (201,3 млн років тому) чисельність папоротей різко зросла, а насіннєвих рослин зменшилась. Цей сплеск був виявлений на сході Північної Америки та Європи[3][12].
- Після крейдово-палеогенового вимирання (66 млн р. т.) стався масштабний сплеск папороті[2], який спостерігався переважно в Північній Америці, і лише в одному випадку за межами континенту — в Японії[1].
- Експансія папороті сьогодні часто спостерігаються після вивержень вулканів. Території, що постраждали від вивержень вулканів Сент-Геленс (18 травня 1980 року) та Ель-Чичон (березень-квітень 1982 року), демонстрували такий патерн[5][6].